# المرأة في القوات المسلحة الأوروبية

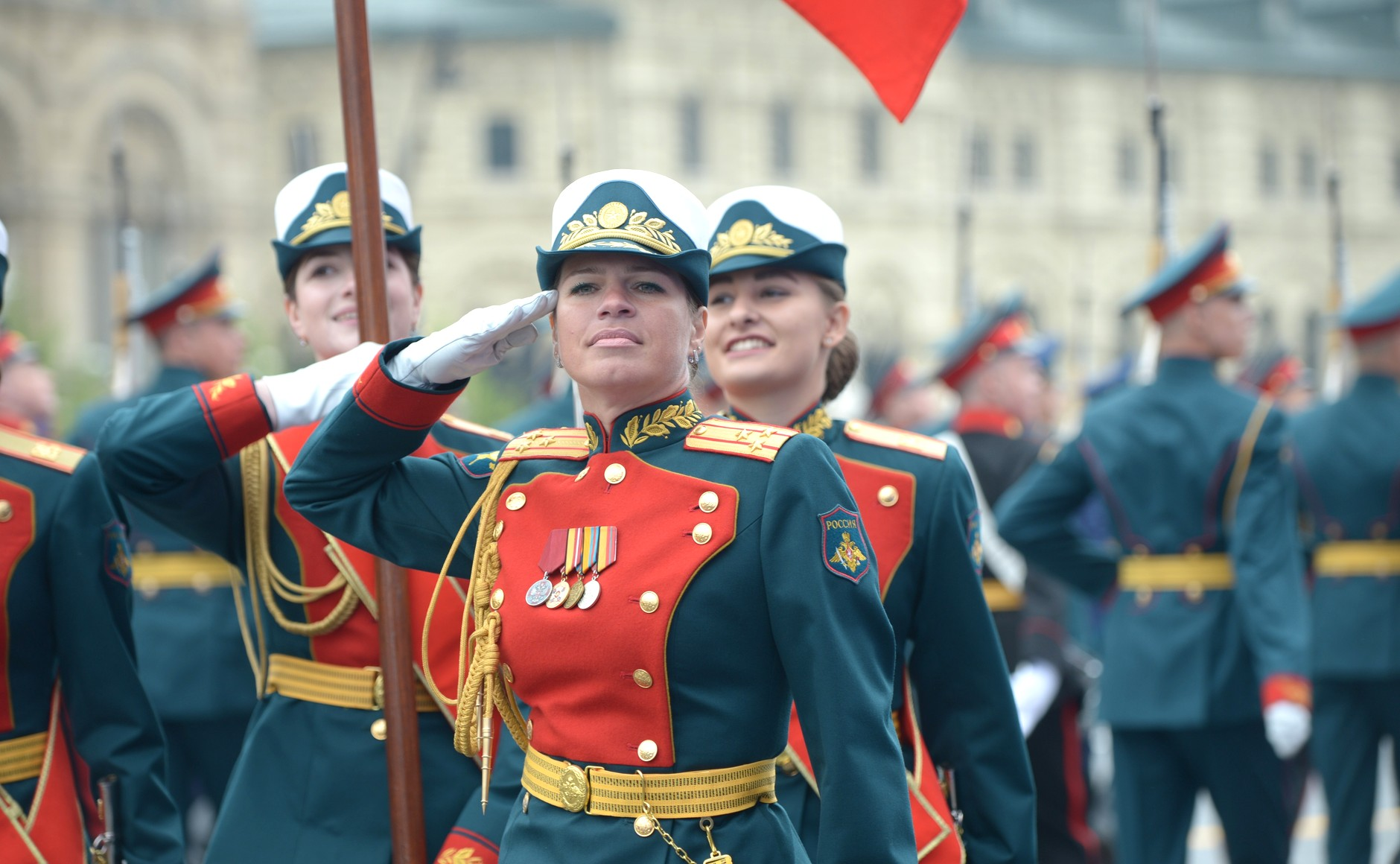

تختلف الدول الأوروبية في سياساتها المتعلقة بالنساء والخدمة العسكرية، أو مدى مشاركة هذه النساء في الخدمات المسلحة الوطنية في بلدانهم، ولا سيما فيما يتعلق بالأدوار القتالية في النزاعات المسلحة أو البيئات المعادية. لطالما سمحت معظم الدول للنساء بالمشاركة في الأنشطة العسكرية التي لا تنطوي على عدوان مباشر مع العدو، إذ لاحظت هذه الدول الدور المهم للنساء المجندات في القوات المسلحة خلال الحرب العالمية الأولى، ولا سيما بعد أن فقدان أعداد غير مسبوقة من الجنود. تسمح العديد من الدول الأوروبية الآن للنساء بمواصلة مسيرتهن المهنية أو الوظيفية في القوات المسلحة الوطنية في بلدهن طوعًا، فضلًا عن مساواتهن بالرجال فيما يتعلق بالتجنيد الإجباري، وذلك بالحد الأدنى من القيود أو دون أي قيود على الإطلاق.

## الدنمارك
سُمح بتوظيف النساء في القوات المسلحة الدنماركية ضمن فيلق المراقبة الميدانية في أوائل عام 1934، ثم سُمح لهن بالالتحاق في فيلق الجيش النسائي الدنماركي والسلاح البحري في عام 1946، ليصبح انضمامهن إلى القوات الجوية النسائية متاحًا بحلول عام 1953. أصدر البرلمان الدنماركي في عام 1962 قانونًا يسمح للمرأة بالتطوع في القوات المسلحة الدنماركية النظامية، مشترطين ألا تخدم في الوحدات ذات المهام القتالية المباشرة. شهدت الدنمارك في عام 1971 تجنيدًا للنساء بصفتهن ضباط صف، إذ فتحت الأكاديميات العسكرية أبوابها للنساء في عام 1974.
بينت تقارير الدراسات التي أُجريت حول هذا الموضوع منح نساء الدنمارك الحق في الانخراط ضمن جميع قطاعات القوات المسلحة الدنماركية في عام 1978، فضلًا عن عقد المحاكمات القتالية لاستكشاف قدرات النساء في القتال خلال ثمانينات القرن الماضي. أُصدرت بعض القوانين التي تسمح للمرأة بالانخراط في الحياة العسكرية على قدم المساواة مع الرجال المجندين في عام 1998، لكن لم تشتمل هذه القوانين على إخضاع النساء للتجنيد الإجباري. تخدم النساء في الجيش الدنماركي تحت قيادة رئيس الأركان. 
وصلت النساء إلى أعلى رتبة لها بصفتها عقيد في القوات المسلحة الدنماركية في عام 2011 (سوزان باخ باغر، تيليغرافريغيمينتيت)، إذ وصلت نسبة النساء في الجيش إلى 5.2% (832) امرأة: 153 ضابط و176 ضابط صف و503 جنديةً (باستثناء النساء اللاتي يعملن «مجندات»). خدمت مجموعة مؤلفة من 84 امرأة في الكتيبة الدنماركية في ولاية هلمند في أفغانستان بين صيف عام 2007 وشهر يوليو من عام 2009. تنطوي هذه المجموعة على النساء اللاتي خدمن في الخطوط الأمامية في وحدات المشاة والنساء اللاتي شاركن بشكل مباشر في القتال. ومع ذلك، انخفضت نسبة تجنيد النساء مؤخرًا بسبب زيادة فرص العمل في قطاعات أخرى. تشير تقارير الناتو إلى امتناع الجيش الدنماركي عن ترقية النساء إلى مناصب قيادية.
تفرض الدنمارك –كما هو الحال مع العديد من الدول التي تسمح للنساء بالانخراط في قواتها المسلحة- متطلبات بدنية أساسية للنساء مختلفة عن تلك المطلوبة من الرجال، لكن لا تختلف متطلبات التجنيد في المناصب التي تستوجب بذل جهد بدني أكبر باختلاف الجنس.

## فنلندا

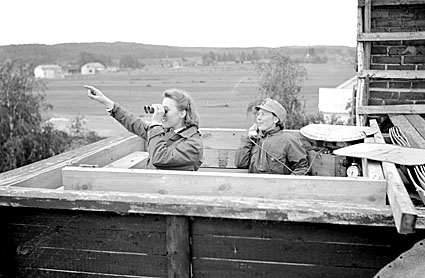
أعضاء منظمة الدفاع التطوعية النسائية الفنلندية لوتا سفارد أثناء أداء واجب مراقبة الجو أثناء حرب الاستمرار

لا تسمح قوات الدفاع الفنلندية بتجنيد النساء، لكن أصبح بإمكان النساء اللاتي تتراوح أعمارهن بين 18 و30 عامًا أداء الخدمة العسكرية طوعًا في قوات الدفاع أو حرس الحدود بحلول عام 1995. تخدم الإناث بموجب ذات الشروط المطبقة على الرجال، باستثناء امتلاكهن لخيار ترك الجيش خلال أول 45 يومًا من الخدمة دون أي عواقب. ينبغي عليهن بعدئذ إكمال الخدمة التي تستمر 6 أو 9 أو 12 شهرًا، ثم يخضعن لذات الالتزامات الاحتياطية على قدم المساواة مع الذكور الذين أدوا خدمتهم العسكرية الإجبارية. يُسمح للمرأة بأداء الخدمة المدنية البديلة التي تستمر 12 شهرًا في حال منعها الاستنكاف الضميري من أداء خدمتها العسكرية أو الالتزامات الاحتياطية. 
يُسمح للنساء بالخدمة في جميع الخدمات والوحدات في قوات الدفاع الفنلندية وحرس الحدود الفنلندي. يجري إيواء الإناث في غرف منفصلة في الثكنات العسكرية، ويُسمح لهن باستخدام مراحيض وحمامات منفصلة. تقيم النساء مع الرجال في أوقات التدريبات وعلى متن السفن. تُمنح النساء العاملات في الخدمة الوطنية علاوة إضافية قدرها 0.40 يورو في اليوم الواحد للمواد الصحية والملابس الداخلية. تتسم الإناث اللاتي يخدمن في القوات العسكرية بحماسهن، إذ تتلقى 60% منهن تدريبات ليصبحن ضباط صف أو ضباط احتياط. تُكمل نحو 500 امرأة سنويًا الخدمة العسكرية الطوعية، بينما يكمل نحو 30 ألف رجل الخدمة العسكرية الإجبارية. 
تصبح النساء اللاتي أكملن خدمتهن العسكرية الطوعية مؤهلات للقيام بالمزيد من الأعمال العسكرية. تستطيع النساء اللاتي خضعن لتدريب ضباط الصف (على الأقل) التقدم لملء شواغر ضباط الصف أو تدريب الضباط. أُتيحت هذه المناصب للنساء بحلول عام 1996، تزامنًا مع إكمال أول امرأة فنلندية لخدمتها العسكرية. وصل عدد النساء اللاتي يخدمن في القوات العسكرية إلى 32 امرأة في عام 2005، إذ عملت 16 منهن ضباطًا و7 منهن ضباطًا متخصصين. وفي المقابل، بلغ عدد الضباط الكلي 2.584 ضابطًا و894 ضابطًا متخصصًا. شكلت النساء نحو 16% من إجمالي كادر ضباط الصف، لكن تُعتبر معظم هذه النساء في رتبة ضابط صف مجندات سابقات معفيات، أي لم يؤدين خدمتهن العسكرية.